# Mark Farina
Pour les articles homonymes, voir Farina.
Mark Farina (né à Chicago le 25 mars 1969) est un disc jockey et musicien américain de house music, acid jazz et downtempo.

## Biographie
Actif dans le monde de la house depuis ses 15 ans, Mark Farina se fait un nom dans le milieu et particulièrement dans la scène musicale de San Francisco en Californie où il réside. Influencé par les plus grands et inspiré par le son de Chicago, il gagne en notoriété et se fait apprécier des fans d'electro. Son style si particulier déchaîne les clubs de San Francisco (le Jazid Up notamment).
Il se fait remarquer en 1996 par la sortie d'une série de mixtapes originale appelée Mushroom Jazz (produite sous le label Om Records). Il publie également Mood (produit par KMS Records en 1989).
En 2000, Farina se classe au 72e rang de la liste des 100 meilleurs DJ de DJ Mag. 
Dans les années 2000, Mark Farina fonde un label nommé Great Lakes Audio, en référence à Chicago et Détroit, deux villes sources d'inspiration pour les DJ. Bee's Entertainment est la première sortie de ce label.

## Style musical
Son style musical se caractérise par des rythmes « downtempo » mais néanmoins entraînants et dansants, associant house, lounge, hip-hop et jazz.

## Discographie
- 1996 : Mushroom Jazz 1
- 1996 : Seasons One
- 1998 : Mushroom Jazz 2
- 1999 : Imperial Dub
- 1999 : San Francisco Sessions
- 2001 : Mushroom Jazz 3
- 2001 : United DJs of America volume 9
- 2002 : Mushroom Jazz 4
- 2002 : Connect
- 2003 : Air Farina
- 2003 : Air Farina : Unmixed
- 2005 : Mushroom Jazz 5
- 2005 : Sessions by Mark Farina / Ministry of Sound
- 2008 : Mushroom Jazz 6
- 2011 : Mushroom Jazz 7